# Fachi
Fachi es una comuna rural de Níger perteneciente al departamento de Bilma de la región de Agadez. En 2011 tenía una población de 4179 habitantes, de los cuales 2106 eran hombres y 2073 eran mujeres.
Se ubica en una zona desértica del este del país, unos 300 km al este de Agadez, sin ninguna carretera o ciudad importante en sus alrededores.
La comuna es un pequeño oasis rodeado por el desierto del Teneré y las dunas del erg de Bilma. No produce provisiones propias y depende de las caravanas comerciales que unen Agadez y Kaouar mediante el llamado Azalai, que tiene en Fachi una de sus paradas.